# Precious Moments
Precious Moments – album studyjny Jermaine'a Jacksona, drugi wydany przez artystę w wytwórni Arista. Główną tematyką piosenek jest miłość. 

## Lista utworów
| 1.  | Do You Remember Me? (Michael Omartian)                                                  | 5:03  |
|     |                                                                                         |       |
| 2.  | Lonely Won't Leave Me Alone (Jermaine Jackson, Tom Keane)                               | 4:30  |
|     |                                                                                         |       |
| 3.  | Give A Little Love (Michael Omartian)                                                   | 3:53  |
|     |                                                                                         |       |
| 4.  | Precious Moments (Jermaine Jackson, Tom Keane)                                          | 5:10  |
|     |                                                                                         |       |
| 5.  | I Think It's Love (Michael Omartian)                                                    | 3:52  |
|     |                                                                                         |       |
| 6.  | Our Love Story (Jermaine Jackson, Tom Keane)                                            | 4:31  |
|     |                                                                                         |       |
| 7.  | I Hear Heartbeat (Jermaine Jackson, Tom Keane)                                          | 5:39  |
|     |                                                                                         |       |
| 8.  | If You Say My Eyes Are Beautiful (Jermaine Jackson, Tom Keane) [duet z Whitney Houston] | 4:19  |
|     |                                                                                         |       |
| 9.  | Voices In The Dark (Michael Omartian)                                                   | 4:36  |
|     |                                                                                         |       |
| 10. | Words Into Action (Michael Omartian)                                                    | 4:55  |
|     |                                                                                         |       |
|     |                                                                                         | 46:28 |
|     |                                                                                         |       |

## Single
- Do You Remember Me - 1986
- I Think It's Love - 1986
- Lonely Won't Leave Me Alone - 1986

## Teledyski
- I Think It's Love